# Henry M. Morris
Henry Madison Morris (n. 6 octombrie 1918, Dallas, Texas – d. 25 februarie 2006, Santee, California) a fost un inginer și apologet creștin american și adept al „teoriei” creaționiste a Pământului tânăr. El a fost unul dintre fondatorii Creation Research Society și Institute for Creation Research. În general, este considerat „părintele creaționismului științific.” A scris numeroase cărți creaționiste și devoționale și a avut mai multe apariții la televiziune și radio.